# Први светски рат
Први светски рат је трајао од 1914. до 1918. године. У њему је учествовала већина великих светских сила, груписаних у два сукобљена војна савеза: Савезника (окупљених око Тројне Антанте) и Централних сила. Више од 70 милиона људи је било под оружјем, а од тога преко 60 милиона људи у Европи је било мобилисано у један од највећих ратова у историји. Последице рата су биле да је убијено више од 15 милиона људи, 20 милиона рањено, а директне учеснице рата претрпеле су и огромна разарања држава и привреда. Први светски рат познат је и под именима Велики рат и Светски рат (до избијања Другог светског рата).
Први светски рат су водила два велика савеза. Силе Антанте су на почетку чиниле Србија, Црна Гора, Русија, Француска, Велика Британија и Јапан. Централне силе су пре почетка рата чиниле Немачка, Аустроугарска и Италија, која је због Лондонског уговора од 26. априла 1915. године, којим је за Италију предвиђен део Далмације, Истра, Горица, Кварнерска острва и Додоканези, приступила силама Антанте. Османско царство се придружило Централним силама октобра 1914, а годину дана касније то је урадила и Бугарска. САД улазе у рат 6. априла 1917. после објављивања Цимермановог телеграма којим добијају повод. Румунија приступа Антанти 1916 када је потписан Букурешки споразум. Грчка је на почетку рата била неутрална, али 1917. приступа страни Антанте. До завршетка рата, од европских земаља Холандија, Швајцарска, Шпанија и скандинавске државе су остале званично неутралне.
Непосредни повод за рат је био атентат на наследника аустроугарског престола, надвојводу Франца Фердинанда у Сарајеву 28. јуна 1914, кога је убио Гаврило Принцип, Србин из Босне, која је тада била део Аустроугарске. Објава рата Аустроугарске Србији активирала је низ савезништава која су покренула ланчану реакцију објава рата. До краја августа 1914. већи део Европе се нашао у рату.
Рат се водио на неколико ратишта који су пресецали Европу. Западни фронт се одликовао системом ровова и утврђења које је одвајала ничија земља. Ова утврђења су се простирала дужином већом од 600 km. Западни фронт простирао се од Антверпена на северу до неутралне Швајцарске на југу. На Источном фронту, који се водио на дужини од 1600 km, велика пространства источноевропских низија и ограничена железничка мрежа нису омогућиле да се овде развије стање као на Западном фронту, иако су сукоби били подједнако жестоки. Поред тога, жестоки сукоби су вођени на Балканском, Блискоисточном и Италијанском фронту, а непријатељства су се одвијала на мору, и по први пут, у ваздуху.
Рат је окончан потписивањем неколико мировних споразума, од којих је најважнији Версајски мир 28. јуна 1919, иако су силе Антанте потписале примирје са Немачком 11. новембра 1918. Најуочљивија последица рата је била нова територијална подела Европе. Све чланице Централних сила изгубиле су територије, а створене су нове државе. Немачко царство је изгубило своје колоније, проглашено је одговорном за рат и принуђено да плаћа велику одштету. Аустроугарска и Османско царство су били распуштени. Од територија које је заузимала Аустроугарска створене су Аустрија, Мађарска, Чехословачка и Краљевство СХС. Османско царство је укинуто, територије Царства ван Анадолије су биле додељена као протекторати силама Антанте, док је језгро Османског царства реорганизован у Републику Турску. Руска Империја, која је изашла из рата након Октобарске револуције, је изгубила велики део територије на западу, а на тим територијама створене су нове државе: Финска, Естонија, Летонија, Литванија и Пољска. Након рата основано је Друштво народа као међународна организација посвећена избегавању будућих ратова решавањем спорова између држава дипломатским путем. Први светски рат је означио крај поретка који је постојао након Наполеонових ратова и био је важан фактор избијању Другог светског рата.

## Узроци
Непосредан повод за избијање Првог светског рата је Сарајевски атентат, а узрок нерешена криза у јулу 1914. године између Аустроугарске и Србије. Међутим, узроци рата леже у вишедеценијској сложеној војно-политичкој ситуацији, ривалитетима и припрема за рат између великих сила у Европи, којима је био потребан разлог да се за само пар месеци из благостања пређе у стање свеопштег ратовања.
Милитаризам, савезништво, империјализам и национализам играли су главне улоге у избијању конфликта најширих размера које свет до тада није видео. Након Анексионе (1908—09), Прве (1905—06) и Друге мароканске кризе (1911), кризе око Балканских ратова (1912—13), дошло се до Јулске кризе 1914. године. Јулска криза довела је до затегнуте политичке ситуације у Европи у којој Аустроугарска није хтела да попусти у својим захтевима а Србија није могла да дозволи тај степен понижења. Неуспех у мирном превазилажењу кризе завршио се аустроугарском објавом рата 28. јула 1914. године, након чега је уследио низ објава рата, тако да се већи део Европе, подељен у два савеза, нашао у ситуацији која је могла да се реши само војним средствима.

### Сарајевски атентат
Гаврило Принцип је 28. јуна 1914. године у Сарајеву извршио атентат на аустроугарског престолонаследника Франца Фердинанда. Принцип је био члан Младе Босне, организације чији су иредентистички циљеви били Уједињење Јужних Словена и ослобођење од аустроугарске власти. Овај атентат је био један од догађаја који су проузроковали кризу, која је потом довела до избијања Првог светског рата. Аустроугарска је упутила ултиматум Србији, у којем је у десет тачака изнела своје захтеве. Српска влада је условно прихватила све захтеве из ултиматума, сем тачке број пет, која је нарушавала суверенитет Краљевине Србије и која је била у супротности са уставом. Добијени одговор на своје захтеве Аустроугарска није сматрала задовољавајућим, па је одмах објавила рат Србији.

### Трка у наоружању
Поморска трка између Британије и Немачке интензивирала се 1906. поринућем брода ХМС Дреднот, револуционарног пловила чија су величина и сила учинила претходне бојне бродове застарелим. Британија је такође била далеко испред Немачке и Италије и у другим морнаричким областима. Пол Кенеди је истакао да су обе земље веровале у тезу Алфреда Тајера Мејхана (енгл. Alfred Thayer Mahan) о управљању морем, као виталним чиниоцем једне државе; искуство са guerre de course показало је да Мејхан није био у праву.
Након поринућа ХМС Дреднота, Британија и Немачка су се концентрисале на прављење бојних бродова сличних димензија и тонаже. До почетка рата Британија је укупно поринула 29, а Немачка 17 бојних бродова дреднот.
Дејвид Стивенсон је описао трку у наоружању као „самопојачавајући циклус подизања војне спремности“., док је Дејвид Херман бродоградитељско ривалство видео као део општег стремљења ка рату Међутим, ревизиониста Најал Фергусон, је сматрао да способност Британије да се свеукупно држи испред конкуренције није представљала фактор у вези са надолазећим сукобом.
Државна потрошња према војсци је више деценија расла, поготову од Француско-пруског рата. Од 1910. до 1914. године, док је Француска повећала издавања за 10%, Британија за 13%, Русија за 39% а Немачка за чак 73%. Све европске војне силе (изузев Британије) имале су војну обавезу. Француска је увела регрутни систем након Револуционих ратова, Аустроугарска од 1868, Немачка од 1870, Италија од 1873, Русија од 1874, а Србија од 1883. године. У 1913. и 1914. години Немачка је повећала стајаћу војску за 170.000 војника. Француска је продужила војни рок са две на три године, а Русија са три на три и по године.

### Планови
Немачки план за вођење рата — Шлифенов план је предвиђао опасност вођења рата на два фронта. Због тога је било неопходно да Немачка брзо елиминише једног противника пре него што би се обрачунала са другим. План је предвиђао брзу мобилизацију и изненадни снажан заобилазни маневар кроз Белгију и Луксембург, чија би неутралност била занемарена, како би се Француска поразила пре него што она спроведе мобилизацију. После победе над Француском, немачка армија би железницом била пребачена на исток где би уништила руску армију, којој би требало знатно више времена да мобилише своје трупе и пребаци их до границе.
Француски план XVII је предвиђао брз продор у Рурску област, која је представљала срце немачке индустрије, што је у теорији требало да онеспособи Немачку за даље вођење рата.
Руски план XIX предвиђао је мобилизацију руских снага, и њихово распоређивање дуж границе са Аустроугарском и Немачком.
Сва три плана ослањала су се на брзину као на један од одлучујућих фактора за победу. Припремљени су прецизни временски распореди, а једном започета мобилизација, било би веома тешко заустављена. Такође, планови Француске, Немачке и Русије су били наклоњени офанзивним дејствима што је било у очигледној супротности са стварним могућностима и развојем ситуације на терену.
Аустроугарски војни план био је „да се Србија прегази пре но што би се Русија, којој је за извршење мобилизације требало више недеља, могла да појави на попришту с надмоћнијим снагама“.

## Објава рата
Влада Аустроугарске искористила је убиство надвојводе Франца Фердинанда као повод за решавање српског питања у чему је имала подршку Немачке. Дана 23. јула 1914. Србији је упућен ултиматум који је садржао десет захтева, од којих су неки били неприхватљиви за суверену државу. Одговор Србије на ултиматум је имао резервисан тон али је захтев под бројем шест био одбијен. Ослањајући се на подршку Русије, Србија је одбила захтев под бројем шест (иако је првобитним нацртом одговора на ултиматум овај захтев био прихваћен) и објавила је општу мобилизацију. Као одговор на то Аустроугарска је објавила рат Србији 28. јула 1914. на шта је Русија реаговала објавивши делимичну мобилизацију снага на граници са Аустријом. Руски генералштаб је 31. јула обавестио цара да је делимична мобилизација логистички неизводива због чега је наређена општа мобилизација. Немачка је 1. августа објавила рат Русији, а Француској два дана касније. Током напада на Француску, немачке снаге које су наступале ка Паризу, ушле су у Белгију и нарушиле њену неутралност због чега је Британска империја ушла у рат. Са уласком Британске империје у рат, пет од шест европских сила нашло се у највећем континенталном сукобу у Европи још од Наполеонових ратова.

### Почетна непријатељства

#### Неспоразум између Централних сила
Стратегија Централних сила патила је због лоше комуникације. Немачка је обећала подршку аустроугарској инвазији Србије, али је ова подршка погрешно протумачена. Аустроугарска је сматрала да ће Немачка заштити њен северни бок од Русије. Међутим, Немачка је пореметила Аустроугарске планове због чега је она морала већину својих трупа да пошаље на фронт према Русији док Немачка не порази Француску. Овај неспоразум приморао је аустроугарску армију да подели своје снаге на два фронта, према Русији и према Србији.

#### Афричка кампања
Неки од првих сукоба у Првом светском рату одиграли су се између британских, француских и немачких колонијалних трупа у Африци. 7. августа 1914. француске и британске трупе извршиле су инвазију на немачки протекторат Тоголанд. 10. августа немачке снаге у Намибији напале су Јужну Африку; спорадичне и жестоке борбе наставиле су се све до краја рата.

#### Србија у Првом светском рату
Мимо сваког очекивања, Аустроугарска није упутила свој напад преко Београда и долином Мораве, него су кренули у углу Саве и Дрине, имајући као главне базе Тузлу и Сремску Митровицу. Рачунали су да ће тај пут офанзиве изазвати изненађење и брзо решити ствар. Српска војска се борила против аустроугарске у бици на Церу, која је почела 15. августа 1914. Српска војска је заузела одбрамбене положаје са јужне стране Саве и Дрине. Током наредне две недеље аустроугарски напади су одбијени уз тешке губитке, што је означило прву победу Савезника у рату и сломило наде аустроугарске војне команде о брзој победи. Срби су не само сломили аустроугарску офанзиву, него су целу њихову војску натерали на повлачење. Губици су на обе стране били врло тешки. Последица тога је да је Аустроугарска морала да држи значајан број војника на фронту са Србијом, што је ослабило њене позиције против Русије.
Руска врховна команда, желећи да олакша положај својим армијама, против којих су оперисале главне снаге Аустроугарске и неколико немачких дивизија, тражила је да Срби пређу у офанзиву. Офанзива у Босни почела је 3. септембра, а три дана касније и у Срему. Сремска је обустављена врло брзо услед великих губитака. Немајући довољно понтонског материјала читава једна дивизија страдала је на Чеврнтији, приликом преласка преко Саве. Друге српске снаге, које су имале бољу срећу, морале су се после тог неуспеха и аустроугарских противнапада повући. У Босни аустроугарска војска је почела јаку офанзиву преко Дрине тако да се и у ту почета офанзива морала прекинути.
Заповедник аустроугарске војске у Срему, генерал Алфред Краус написао је: „Упознали смо Србе као ваљане непријатеље. Ја сам их сматрао и сматрам их и сада као војнички најјаче од свих наших непријатеља... Они су нашим трупама задавали много више тешкоћа но Руси, Румуни и Италијани.“
Друга аустријска офанзива извођена је са свежим снагама и на почетку са више обазривости. Српски војници су, изморени, патили од несташице муниције и јесењег и зимског одела. Нарочито се појачао аустроугарски притисак од средине октобра. Српска војска је морала да се повлаче с осетним губицима тако да је Београд препуштен без отпора. У најтежем тренутку именован је Живојин Мишић за заповедника прве и најугроженије српске армије. У недостатку војних кадрова 1.300 младих каплара из ђачке формације, бачено на фронт да својом младошћу и одушевљењем дигне дух. Кад је Прва српска армија, у повлачењу, стигла испред Милановца, у последњи час, приспела је и давно жељена муниција. Српска офанзива је отпочела 20. новембра, у пресудном периоду у коме је Аустроугарска војска била доста изморена сталним покретом својих снага а истовремено покушавајући да изврши рокаду трупа, што је српској страни дало основу за ненадан успех. Фронт је био пробијен и растројен, а поражена војска нашла се у паничном бекству. Колубарска битка била је најсјајнија српска победа у Првом светском рату.

#### Немачке снаге у Белгији и Француској
Немци су на почетку имали велике успехе у бици за границе (14. август-24. август). Међутим, Русија је напала у Источној Пруској што је довело до преусмерења немачких снага намењених Западном фронту. Немачка је поразила Русију у серији битака групно названих битка код Таненберга (17. август — 2. септембар). Међутим, ова диверзија је продубила проблеме недовољне брзине напредовања које немачки главни штаб није предвидео. Шлифенов план је оригинално подразумевао да десно крило немачке армије продре и прође западно од Париза. Међутим, капацитет и спорост коњског транспорта је успорио снабдевање немачке војске, што је на крају омогућило Французима и Британцима да зауставе немачко напредовање источно од Париза у Првој бици на Марни (5. септембар-12. септембар). Због тога су Централне силе остале без брзе победе, и морале су да воде рат на два фронта. Немачка војска се пробила у добру одбрамбену позицију унутар Француске, и трајно је онеспособила 230.000 британских и француских војника више него што је она изгубила. Упркос овоме, проблеми у комуникацији, и командне одлуке сумњивог квалитета су коштале Немачку шансе да брзо победи.

#### Азија и Пацифик
Нови Зеланд је окупирао Немачку Самоу (касније Западну Самоу) 30. августа. 11. септембра, Аустралијске поморске и војне експедиционе снаге су се искрцале на острво Нова Померанија (касније Нова Британија), које је било део Немачке Нове Гвинеје. Јапан је заузео немачке колоније у Микронезији, а после битке за Ћингдао, и немачку луку Ћингдао, на кинеском полуострву Шандунг. У року од неколико недеља, савезничке снаге су заузеле све немачке територије на Пацифику.

### Ране фазе

#### Почетак рововског рата
Војне тактике од пре Првог светског рата нису држале корак са напретком у технологији. Изграђени су импресивни одбрамбени системи, које застарела тактика није могла да пробије током већег дела рата. Бодљикава жица је представљала значајну препреку за масовне пешадијске нападе. Артиљерија, много смртоноснија него током 1870-их, у спрези са митраљезима, је учинила прелазак брисаног терена врло тешким. Немци су увели отровни гас, а убрзо су обе стране почеле да га користе, иако се никада није показао одлучујућим фактором у добијању битке. Ефекти гаса су били брутални, доводио је до споре и болне смрти, и отровног гаса су се плашиле обе стране, и представља један од најбоље упамћених ужаса рата. Стратези обе стране нису успели да развију тактике за пробијање ушанчених позиција без великих губитака. Међутим, у то време, технологија је почела да даје и нова офанзивна оружја, као што је тенк. Тенкове су највише користиле Британија и Француска; Немци су користили заробљене савезничке тенкове, као и малу количину из сопствене производње.
Након Прве битке на Марни, обе стране су започеле узајамну серију маневара којима су покушавале да заобиђу непријатељску линију фронта, што је довело до трке ка мору (покушаји заобилажења су трајали све док се фронт није проширио до обале). Британске и француске снаге са једне стране, а немачке са друге, биле су ушанчене од Лорене до фламанске обале у Белгији. Српска војска је почела да примењује ровове тек за време битке на Мачковом Камену. Пре тога је на Церу вођена маневарска битка у сусрету без ровова. Британија и Француска су желеле да направе офанзиву, док је Немачка покушавала да одбрани освојене територије; због тога су немачки ровови начелно били много боље конструисани него савезнички.У каснијим фазама рововског ратовања, услед јаког гранатирања, вршена су облагања ровова, тј учвршћивање нагиба унутрашњости рова. На Западном фронту нагиб унутрашње стране рова облаган је даскама или металним таласастим лимом, док се на источном фронту вршило облагање ровова плетивом. На Солунском фронту и Италијанско-Аустријском фронту услед каменитог састава терена, склоништа и ровови облагани су џаковима пуњеним песком или земљом. Англо-француски ровови су направљени као привремени, пре него што би њихове снаге продрле кроз непријатељску одбрану. Обе стране су покушавале да прекину пат позицију коришћењем научних и технолошких напредака. Априла 1915, Немци су први пут користили отровни гас (прекршивши Хашку конвенцију) и отворили 6 km широку рупу у савезничким линијама када су се британске и француске колонијалне снаге повлачиле. Канадски војници су затворили рупу током Друге битке за Ипр. Током Треће битке за Ипр, канадске и аустралијско-новозеландске трупе су заузеле село Пашендел.
Дан 1. јул 1916, први дан битке на Соми, је за британску војску био најкрвавији дан у историји — 57.470 војника је избачено из строја, а 19.240 погинуло. Већина жртава је пала током првог сата напада. Цела офанзива је коштала британску војску скоро пола милиона људи.
Ниједна страна није била у стању да зада одлучујући ударац наредне две године, мада је немачка продужена акција код Вердена током 1916, уз неуспех Антанте на Соми, довела исцрпљену француску војску на руб колапса. Узалудни покушаји фронталних напада, тврдоглава упорност у употреби неефикасног метода, су пуно коштали француску и британску пешадију, и довели до ширења побуна, посебно током Нивелове офанзиве.
Од 1915. до 1917, Британија и Француска су претрпеле више губитака од Немачке, што је било узроковано и стратешким и тактичким одлукама обе стране. На стратешком нивоу, док су Немци спровели само једну главну офанзиву код Вердена, Савезници су начинили више покушаја пробоја кроз немачке линије. На тактичком нивоу, немачка дефанзивна доктрина је била добро прилагођена рововском ратовању, са релативно слабо брањеним жртвеним истуреним позицијама, и снажнијим главним положајем са кога би тренутно могао да се започне снажан контранапад. Па ипак, губитак живота са обе стране је био запаљујући.
Лудендорф је о борбама 1917. написао: 25. август је закључио другу фазу битке за Фландрију. Скупо нас је коштала…. Скупе августовске битке у Фландрији и код Вердена су ставиле западне трупе под велики притисак. Упркос свој заштити коју су имале, изгледале су мање-више беспомоћно под енормним ударом непријатељске артиљерије. У неким тренуцима, војска више није испољавала чврстоћу којој сам се ја, заједно са осталим командантима, надао. Непријатељ је успео да се прилагоди нашој методи спровођења контранапада.… Ја сам сам био под страшним притиском. Стање на западу као да је спречавало спровођење наших планова другде.
О бици за избочину Менин је писао: Још један страшан напад на наше линије је начињен 20. септембра…. Непријатељски напад 20. је био успешан, што је показало надмоћ напада над одбраном. Његова снага није била у тенковима… Снага напада је лежала у артиљерији, и у чињеници да наша није нанела довољне губитке непријатељској пешадији док се она груписала, и изнад свега, током самог напада.
Око 1,1 до 1,2 милиона војника војника из Британског царства је било на Западном фронту у сваком тренутку. На хиљаде батаљона, који су окупирали секторе на фронту од Северног мора до реке Орне, је функционисало по месец дана дугом ротационом систему од четири фазе, осим у време офанзива. Фронт је имао преко 9.600 km ровова. Сваки батаљон је држао свој сектор око недељу дана, пре него што би се повукао на потпорне линије, а затим даље на резервне линије. Након тога би уследила недеља одмора ван фронта, често у области Поперинга или Амјена.
Током битке код Араса 1917, једини значајан успех британске војске је било заузимање избочине Вими од стране Канадског корпуса под сер Артуром Каријем и Џулијаном Бингом. Нападачке снаге су по први пут успеле да заузму, брзо пошаљу појачање, и задрже избочину која брани равницу Дуе, богату угљем.

### Рат на мору
На почетку рата, Немачко царство је имало крстарице разасуте широм света, од којих су неке касније коришћене за нападе на савезничке трговачке бродове. Британска Краљевска морнарица их је систематски ловила, али је за њу представљала срамоту чињеница да није могла да заштити савезничке бродове. На пример, немачка лака крстарица Емден, део источноазијске ескадриле стациониране у Ћингдау је заробила или уништила 15 трговачких бродова, и потопила руску крстарицу и француски разарач. Међутим, највећи део Немачке источноазијске ескадриле која се састојала од оклопљених крстарица Шарнхорст и Гнајзенау, лаких крстарица Нирнберг и Лајпциг и два транспортна брода није имала наређења да напада савезничке бродове, већ је била на путу ка Немачкој када се сусрела са елементима британске флоте. Немачка флотила, заједно са Дрезденом, је потопила две оклопљене крстарице у бици код Коронела, али је готово потпуно уништена у бици код Фолкландских острва децембра 1914. Само је Дрезден побегао.
Убрзо након почетка непријатељстава, Британија је започела поморску блокаду Немачке. Ова стратегија се показала ефикасном, одсекавши виталне линије војног и цивилног снабдевања, иако је блокада кршила општеприхваћени међународни закон кодификован у неколико међународних споразума из претходна два века. Британија је минирала међународне воде да би спречила било који брод да уђе у одређене делове океана, што је узроковало опасност и за неутралне бродове. Услед ограничених реакција на овакво понашање, Немачка је очекивала сличан одговор и на своју тактику неограниченог подморничког ратовања.
Битка код Јиланда 1916. се развила у највећу поморску битку током рата, једини сукоб бојних бродова пуних размера. Битка се одвијала од 31. маја до 1. јуна, 1916, у Северном мору код Јиланда. Немачком Флотом високог мора је командовао вицеадмирал Рајнхард Шер, док је британску Велику флоту водио адмирал сер Џон Џелико. Исход је био нерешен, јер су Немци које је надманеврисала већа британска флота, успели да побегну и да нанесу више штете британској флоти него што су они претрпели. Међутим, стратешки, Британци су осигурали контролу над морем, што је значило да је велики број немачких бродова остао заробљен у лукама до краја рата.
Немачке подморнице покушале су да пресеку поморску линију снабдевања између Северне Америке и Британије. Природа подморничког рата значила је да је до напада најчешће долазило без претходног упозорења због чега су посаде трговачких бродова имале мале шансе за преживљавање. Због оваквог начина вођења подморничког рата, САД су уложиле званичан протест, што је довело до измена у начину дејства немачких подморница. После несрећног потапања путничког брода РМС Лузитанија 1915. Немачка је обећала да неће више нападати путничке бродове док је Британија почела са наоружавањем својих трговачких бродова. Коначно, почетком 1917. Немачка је усвојила политику неограниченог подморничког рата, схвативши да ће Америка највероватније ући у рат на страни сила Антанте. Немачка је покушала да у потпуности онемогући савезнички поморски транспорт пре него што САД пребаци трупе на европски континент.
Опасност од немачких подморница значајно је опала када је 1917. уведен систем конвоја које су пратили разарачи. Оваква тактика отежала је немачким подморницама проналажење мета, што је довело до наглог смањења губитака; након увођења хидрофона и дубинских бомби, пратећи разарачи су добили могућност да нападну немачке подморнице и да их потопе. Систем конвоја успорио је доток ратног материјала због времена потребног за прикупљање бродова и формирање конвоја. Проблем је решен покретањем обимног програма изградње великог броја транспортних бродова. Бродови који су превозили трупе били су превише брзи за немачке подморнице због чега нису били укључени у систем конвоја у северном Атлантику.
Први светски рат је такође био први сукоб у којем су употребљени носачи авиона. У јулу 1918. Сопвит камели који су полетели са британског носача авиона ХМС Фјуриос, извршили су успешан напад на базу немачких цепелина у Тондерну.

### Јужна бојишта

#### Рат на Балкану
Суочена са Русијом, Аустроугарска је могла да одвоји само трећину своје војске у нападу на Србију. Након великих претрпљених губитака, Аустроугарска је накратко окупирала Београд. Међутим, контранапад Војске Србије их је успео истерати из земље до краја 1914. Током првих девет месеци 1915, Аустроугарска је користила своје војне резерве у рату против Италије. Међутим, немачке и аустроугарске дипломате су успеле да убеде Бугарску да се придружи у нападу на Србију.
Србија је била окупирана за нешто више од месец дана. Напад је почео 5. октобра 1915. када су Централне силе покренуле офанзиву са Саве и Дунава; четири дана касније Бугарска се придружила нападу са истока. Српска војска, пошто се борила на два фронта и била суочена са сигурним поразом, почела је повлачење према обали Јадранског мора, кроз Црну Гору и Албанију. Црногорска војска је штитила српско повлачење у Мојковачкој бици 6. и 7. јануара 1916, али је на крају Аустроугарска окупирала и Црну Гору. Српска војска је савезничким бродовима пребачена на Крф и Видо у Грчку и северну Африку.
Солунски фронт је основан крајем 1915. када су француске и британске снаге искрцале код Солуна да би пружили помоћ и извршили притисак на грчку владу да објави рат. На несрећу Савезника, пронемачки краљ Грчке Константин I је распустио владу просавезничког премијера Елефтериоса Венизелоса, пре него што су савезничке снаге могле стићи. Српска војска стиже на Солунски фронт у лето 1916. године.
Солунски фронт се већи део времена показао статичним. Борбе у 1916. године у највећем броју добила је Бугарска, а једино је српска војска постигла ограничене успехе којих је ослободила мали део своје територије (Битољ 19. новембра 1916).

Окупирана Србија је била подељена између Аустроугарске и Бугарске. Бугари су у својој окупационој зони започели бугаризацију српског становништва, забранивши српску ћирилицу и Српску православну цркву. Након присилне мобилизације српског становништва у бугарску војску 1917, избио је Топлички устанак. Српски устаници су за кратко време ослободили територију између Копаоника и Јужне Мораве. Устанак је угушен заједничким напорима бугарских и аустријских снага крајем марта 1917.

#### Османско царство
Османско царство се сврстало са Централним силама, потписавши тајни Отоманско-немачки споразум у августу 1914. То је представљало претњу за руске територије на Кавказу и британску комуникацију са Индијом преко Суецког канала. Британци и Французи су отворили прекоморске фронтове Галипољским (1915) и Месопотамским походом. Турци су у Галипољу успешно одбили британски, француски, аустралијски и новозеландски напад. Међутим, у Месопотамији, након катастрофалне Опсаде Кута (1915—16), Британске империјалне снаге су се реорганизовале и заузеле Багдад у марту 1917. Даље на западу у Синајском и палестинском походу, почетни британски неуспеси су превазиђени када је у децембру 1917 освојен Јерусалим. Египатске експедиционе снаге, под командом фелдмаршала Едмунда Аленбија, су сломиле османске снаге у бици за Мегидо у септембру 1918.
Руска војска се најбоље показала на Кавказу. Енвер-паша, врховни командант турске војске, је био амбициозан и сањао је о освајању средње Азије, али је био слаб заповедник. Покренуо је офанзиву против Руса на Кавказу у децембру 1914. са 100.000 својих војника. Инсистирајући на фронталном нападу на руске планинске положаје у зими изгубио је 86% своје војске у бици код Сарикамиша.
Руски заповедник од 1915. до 1916, генерал Николај Јуденич, је низом победа истерао Турке из већег дела јужног Кавказа. Године 1917, руски велики војвода Николај преузео је заповедништво на кавкаском фронту. Николај је планирао да изгради железничку пругу од Грузије до освојених територија како би свеже трупе могле стићи за нову офанзиву 1917. Међутим, у марту 1917. цар је збачен у Фебруарској револуцији и руска кавкаска армија почела је да се распада. У новонасталој ситуацији, јерменске добровољачке јединице ставиле су се под команду генерала Товмаса Назарбекјана, са генералом Дро као цивилним комесаром Административне управе Западне Јерменије.
Линија фронта имала је три главне дивизије, а њихови команданти су били: Мовсес Силиков, Андраник Торос Озанијан и Микхаил Арешиан. Додатна регуларна јединица је била под контролом пуковника Корганиана. Постојале су Јерменске партизанске јединице (више од 40.000) које су сачињавале ове главне јединице.
Арапска побуна је била главни разлог пораза Отоманске империје. Побуна је почела Битком у Меки Шерифа Хусеина од Меке уз помоћ Британаца јуна 1916. године, а завршила се отоманском предајом Дамаска. Фахри-паша, отомански командант Медине, пружао је жестоки отпор две и по године током опсаде Медине.
Дуж границе италијанске Либије и британског Египта, племе Сенусија, подстакнуто и наоружано од стране Турака, кренуло је у герилски рат против савезничких снага. Према књизи Први светски рат Мартина Гилберта, Британске снаге су биле приморане да ангажују 12.000 војника како би се обрачунали са Санусијима. Њихова побуна је сломљена средином 1916. године.

#### Италијанско учешће
Италија је била у савезу са Немачком и Аустроугарском од 1882. као део Тројног савеза. Међутим, она је имала своје претензије на аустријске територије Трентино, Истру и Далмацију. Рим је имао тајни пакт из 1902. са Француском, који је поништавао њен савез са Аустријом. На почетку непријатељстава, Италија је одбила да ангажује своју војску, тврдећи да је Тројни савез био дефанзивне природе и да је Аустроугарска агресор. Аустроугарска је почела преговоре како би осигурала италијанску независност, нудећи Италији француску колонију Тунис. Међутим, Италија се придружила силама Антанте у априлу 1915. и објавила рат Аустроугарској у мају. Петнаест месеци касније, Италија је објавила рат Немачкој.
У војном смислу, Италијани су имали бројчану надмоћ. Међутим, ова предност је изгубљена због тешког терена у ко су се одвијале борбе, као и због коришћене стратегије. Италијански фелдмаршал Луиђи Кадорна, упорни заговорник фронталног напада, је маштао о пробоју у Словенију, заузимању Љубљане и угрожавању Беча. Ово је био наполеонски план, који није имао реалне шансе за успех у ери бодљикавих жица, митраљеза и артиљеријске ватре, комбинованим са брдовитим и планинским тереном.
Кадорна је инсистирао на нападу на фронту на Сочи. Покренуо је 11 напада не осврћући се на животе својих војника. Италијани су такође извели офанзиве како би ослабили притисак на осталим савезничким фронтовима. На фронту код Трентина, Аустроугарска је користила предност брдовитог терена, који је фаворизовао одбрану. Након почетних стратешких повлачења, фронт је остао углавном непромењен, док су аустријски Кајзершицен и Штандшицен и италијански Алпини били ангажовани у тешким борбама током лета. Аустроугарски контра напад код Азијага, према Верони и Падови у пролеће 1916, довео је само до малог напредовања.
Почевши у 1915, Италијани су извршили једанаест офанзива на Сочи, североисточно од Трста. Свих једанаест офанзива је Аустроугарска (држећи више подручје) одбила. У лето 1916. године, Италијани су освојили град Горицу. Након ове мање победе, фронт је остао непромењен дуже од годину дана, упркос неколико италијанских офанзива.

#### Индијски допринос рату
Упркос британским страховањима да ће са почетком Првог светског рата у Индији избити оружана побуна против Британаца, најзначајнији индијски политичари остали су лојални британској круни и пружили су пуну подршку Великој Британији. Индија је значајно допринела британским ратним напорима обезбеђујући свеже људство и сировине. Пуна подршка Британији током рата била је резултат политике Индијског конгреса који је сматрао да ће, у знак захвалности, Британија дати Индији већи степен самоуправе. Међутим, Британија је по завршетку рата изневерила индијска очекивања што је довело до поновног отпора индијског народа и наставка борбе за независност под вођством Мохандаса Карамчада Гандија. Око 1,3 милиона индијских војника и радника служило је у Европи, Африци и на Блиском истоку, док су индијска влада и махараџе слале велике количине хране, новца и муниције. У борбама у Европи учествовало је 140.000 индијских војника, док је на блиском истоку овај број износио око 700.000. Током рата погинуло је 47.746 индијских војника, а 65.126 је било рањено.

##### Покрет за индијску независност
Бенгал и Панџаб су остали жариште индијских антиколонијалних активности. Тероризам у Бенгалу, све више везан за онај у Панџабу, је скоро паралисао колонијалну администрацију. Индијска дијаспора је за време рата покушавала да потакне побуну у земљи, уз помоћ ирских републиканаца, Немаца и Турака. Ова завера је постала позната као Индо-немачка завера.
Нидермајер-Хентиг мисија је исто покушала да подигне авганистанског емира на побуну против Британаца. Овај напор је 3 године касније довео до Трећег англо-авганистанског рата. Низ неуспелих покушаја побуне је изведен у Индији, од којих су две у 1915. најважније. Побуне су угушене и покрет смирен масовном контра-обавештајном операцијом и драконским политичким актима (Акт о одбрани Индије, 1915), што је трајало скоро 10 година.
Побуњеници су покушали да почну револт и убацивањем људи преко западне границе Индије, регрутујући индијске ратне заробљенике у Турској и Немачкој. Ови побуњеници су помагали Турцима у Ирану и Турској. Једном приликом су ове турско-индијске трупе заузеле погранично место Карман и заробиле британског конзула. Побуњеници су били активни и у Авганистану и на ширем подручју данашњег Пакистана. Градови на обали, Гавадор и Давар су пали под власт побуњеника. Тек падом Багдада у британске руке онемогућено је снабдевање устаника, и њихова моћ слаби док нису коначно уништени у бици код Шираза. Герилци су наставили да се понегде боре до 1919.
Иако сукоб у Индији није био директан део Првог светског рата, имао је улогу у ширем стратешком контексту. Британске трупе у Индији су биле везане побуном и нису могле да учествују на важнијим бојиштима рата. Британији је Индија била важна као извор сировина и људи за регрутацију, као и подручје преласка трговачких путева дање на исток. Помало и полако, Британци су успевали да шаљу све више трупа у подручје све док побуна није углавном угушена 1919.

### Источни фронт

#### Почетне активности
Док је на Западном фронту дошло до пат позиције, рат се наставио на истоку. Почетни руски планови су подразумевали симултану инвазију на аустријску Галицију и немачку Источну Прусију. Иако је почетни руски напад у Галицији био у великој мери успешан, из Источне Пруске су руске снаге истерали Хинденбург и Лудендорф код Таненберга и Мазурских језера у августу и септембру 1914. Делимичан успех руске војске навео је немачку команду да се у 1915. години озбиљније позабави источним фронтом и они пребацују значајне снаге са западног фронта. Током 1915. године немачко-аустроугарска војска креће у офанзиву тако да су у мају 1915. године Централне силе направиле велики пробој на јужним границама Пољске. Дана 5. августа су освојили Варшаву и натерали Русе на повлачење из Пољске. Ово је у Русији постало познато као Велико повлачење, а у Немачкој као Велико напредовање. До оваквог развоја догађаја је довела и чињеница да је Русија имала мање развијену индустрију, слабије снабдевање и неефикасно војно руководство. После ових догађања линија фронта се налазила на неколико стотина километара од граница Немачке и Аустроугарске тако да је претња са истока била отклоњена.

#### Руска револуција
Незадовољство руском владом због вођења рата је расло, упркос успешној Брусиловљевој офанзиви у источној Галицији. Успех је био поткопан одупирањем осталих генерала да ангажују своје трупе да би се осигурала победа. Руске и савезничке снаге су само привремено дигнуте из мртвих уласком Румуније у рат 27. августа. Немачке снаге су дошле у помоћ аустријским трупама у Трансилванији и Букурешт је пао у руке Централним силама 6. децембра. У међувремену, немири су расли у Русији, како је цар Николај II Романов остао на фронту. Неспособна владавина царице Александре је изазвала протесте и резултовала је убиством њеног миљеника Распућина крајем 1916. године.
У марту 1917. демонстрације у Петрограду су се окончале абдикацијом Николаја II и именовањем слабе Привремене руске владе, која је делила власт са Петроградским совјетом социјалиста. Овакво уређење је довело до конфузије и хаоса и на фронту и код куће. Војска је постала изузетно неефикасна.
Рат и влада су постајали све непопуларнији. Незадовољство њима је довело до пораста популарности бољшевика, на челу са Владимиром Лењином. Он је обећао да ће извући Русију из рата и успео је да дође на власт. Тријумф бољшевика у новембру је пратило примирје у децембру и преговори са Немачком. У почетку су бољшевици одбијали немачке услове, али када је Немачка наставила рат и марширала кроз Украјину без потешкоћа, нова влада је потписала Брест-Литовски мир 3. марта 1918. Мир је избацио Русију из рата и предао знатан део њених територија, укључујући Финску, балтичке земље и делове Пољске и Украјине Централним силама.
Са прихватањем Брест-Литовског мира, Антанта више није постојала. Савезничке снаге су извеле инвазију ниског интензитета на Русију да спрече немачко експлоатисање руских ресурса, и у мањој мери, као подршка Белима у Руском грађанском рату. Савезничке трупе су се искрцале у Архангелску и Владивостоку.

### 1917—1918.
Догађаји из 1917. су се показали одлучујућим за крај рата, мада се њихови ефекти нису у пуној мери осетили до 1918. Британска поморска блокада је почела озбиљно да утиче на Немачку. Као одговор, фебруара 1917, немачки главни штаб је наговорио канцелара Теобалда фон Бетмана Холвега да објави одобри неограничен подморнички рат, у циљу да се изгладњивањем порази Британија. Потопљена тонажа је порасла на преко 500.000 тона месечно од фебруара до јула. Највећу вредност од 860.000 је достигла у априлу. Након јула, поново уведени систем конвоја је постао врло ефикасан у неутралисању опасности од немачких подморница. Британија је отклонила опасност од изгладњивања, а немачка индустрија је почела да посустаје.
Победа Аустроугарске и Немачке у бици код Кобарида је навела Савезнике да на Рапалској конференцији оформе Врховни савезнички савет како би координисали планирање. Пре тога, британска и француска војска су функционисале под одвојеним командама.
Централне силе су у децембру потписале примирје са Русијом. Ово је ослободило њихове трупе за употребу на западу. Иронично је да су Немци могли да пребаце више трупа на запад да нису заузели тако велике територије. Уз немачка појачања и свеже америчке трупе, финални исход рата се одлучивао на Западном фронту. Централне силе су знале да не могу да победе у продуженом рату, па су се уздале у брзу офанзиву. Штавише, вође Централних сила и Савезника су се све више плашиле социјалних немира и револуције у Европи. Због свега овога су обе стране хитно желеле одлучну победу.

#### Улазак Сједињених Држава у рат
Сједињене Државе су првобитно водиле политику изолационизма, избегавајући сукоб, и покушавајући да заговарају мир. Ово је довело до повећаних тензија са Берлином и Лондоном. Када је немачка подморница 1915. потопила британски путнички брод Лузитанија, на коме је било 128 Американаца, председник Америке, Вудро Вилсон је изјавио, Америка је сувише поносна да би ратовала, и захтевао да се прекину напади на путничке бродове. Немачка је послушала. Вилсон је учестало упозоравао да САД неће толерисати неограничени подморнички рат, то јест кршење међународног права и америчких схватања људских права. Био је под притиском бившег председника Теодора Рузвелта, који је немачко деловање називао гусарењем. Вилсонова жеља да буде важан учесник преговора на крају рата како би промовисао Друштво народа је такође играла важну улогу. Вилсонов државни секретар, Вилијам Џенингс Брајан је дао оставку у знак протеста против председникове ратнохушкачке дипломатије. Међу додатним факторима који су утицали на улазак САД у рат су и сумња у немачку саботажу која је изазвала Блек Том експлозију (складиште муниције) у Њу Џерзију, и изазивање Кингсленд експлозије (фабрика муниције).
Јануара 1917, након притиска морнарице на кајзера, Немачка је наставила неограничени подморнички рат. Британска тајна краљевска морнаричка криптоаналитичка група, Соба 40, је разбила немачку дипломатску шифру. Пресрели су немачки предлог Мексику (Цимерманов телеграм) да Мексико уђе у рат као немачки савезник против Сједињених Држава у случају да САД уђу у рат. По овом предлогу, ако САД уђу у рат, Мексико би објавио рат Сједињеним Државама и у рат увео и Јапан као свог савезника. Ово би спречило Американце да пошаљу трупе у Европу, и дало времена Немачкој да подморничким ратовањем угуши Британију прекидањем виталних линија снабдевања. Заузврат, Немци су обећали Мексику подршку у поновном заузимању Тексаса, Новог Мексика и Аризоне.
Након што су Британци показали садржај Цимермановог телеграма Американцима, председник Вилсон, који је поново изабран за председника између осталог и на основу чињенице да је спречио уплитање земље у рат, је објавио телеграм како би добио подршку за улазак САД у рат. Претходно је водио политику неутралности, мада је позивао на наоружавање америчких трговачких бродова који су дотурали муницију Британији, и кришом подржавао британску блокаду немачких лука и минирање међународних вода, и спречавао испоруке хране из Сједињених Држава и са других страна Немачкој. Након што су подморнице потопиле седам америчких трговачких бродова, и након што је објављен Цимерманов телеграм, Вилсон је позвао на рат са Немачком, а Конгрес је рат објавио 6. априла 1917.
Кључна за учешће САД у рату је била масивна домаћа пропаганда коју је водио Комитет за јавне информације, а надгледао Џорџ Крил. Кампања је укључивала десетине хиљада истакнутих људи које је изабрала влада, а који су на хиљадама јавних окупљања држали брижљиво припремљене проратне говоре. У акцију су биле укључене и друге гране власти, а приватне осветничке групе попут Америчке заштитничке лиге, су спроводиле репресију против људи који су се противили уласку САД у рат, или су били немачког порекла. Остали облици пропаганде су укључивали филмове, фотографије, велике постере (које су дизајнирали познати илустратори као што је Луис Д. Фанчер), чланке у часописима и новинама, и слично.
Сједињене Државе никада нису формално биле чланица Савезника, али су постале нека врста придружене силе. САД су имале малу војску, али су регрутовале четири милиона војника, и у лето 1918. су слале 10.000 свежих војника у Француску сваког дана. Немачка се прерачунала, верујући да ће Сједињеним Државама бити потребно много више времена да пошаљу снаге у Европу, и да ће њихов долазак моћи да спрече употребом подморница.
Морнарица Сједињених Држава је послала групу бојних бродова у Скапа Флоу како би се придружили британској флоти, разараче у Коув, Ирска као и подморнице у заштиту конвоја. Неколико регименти маринаца је размештено у Француској. Британци и Французи су желели да се америчке јединице користе као појачање британских и француских јединица на борбеним линијама, али су Сједињене Државе одбиле овај предлог. Генерал Џон Першинг, командир Америчких експедиционих снага (АЕФ), је одбио да разбије америчке јединице како би се користиле као појачања британских и француских јединица (међутим, дозволио је да Французи користе борбене јединице састављене од црнаца). АЕФ доктрина је подразумевала употребу фронталних напада, што је стратегија коју су Британија и Француска давно напустиле услед великих губитака.

#### Италијански фронт
У јесен 1917. захваљујући побољшаној ситуацији на источном фронту, Аустријанци су добили значајна појачања укључујући немачке јуришне трупе и немачки елитни Алпски корпус. Централне силе 26. октобра 1917. прешле су у офанзиву и разбиле италијанске снаге у бици код Капорета. Разбијене италијанске јединице повукле су се око 100 km јужно од првобитне линије фронта. Фронт је стабилизован након што су реорганизоване италијанске јединице зауставиле аустријско напредовање у бици код реке Пијаве. Због изузетно великих губитака италијанске армије у бици код Капорета, италијанска влада регрутовала је дечаке из 99, тј. мушку децу рођену 1899. која су у тренутку регрутовања навршила 18 година.
У серији битака на висоравни код Азијага, током 1918. аустроугарске снаге нису успеле да пробију линију фронта.

#### Немачка пролећна офанзива 1918.
Немачки генерал Ерих Лудендорф је направио планове за офанзиву 1918. на Западном фронту. Пролећна офанзива је требало да раздвоји британске и француске снаге серијом тактичких варки и напада. Немачка команда се надала да ће успети да зада одлучујући ударац непријатељу пре него што значајније количине америчких снага стигну. Операција је започела 21. марта 1918, нападом на британске снаге близу Амјена. Немачке снаге су успеле да напредују невероватних 60 km.
Британски и француски ровови су пробијени коришћењем нове инфилтрационе тактике, познате под именом Хутијерова тактика, по генералу Оскару фон Хутијеру. Претходне нападе је одликовала дуга артиљеријска припрема праћена масовним нападима. Међутим, у Пролећној офанзиви, немачка војска је артиљерију користила само кратко пре инфилтрирања малих пешадијских група кроз слабе тачке. Ове групе би нападале командне и логистичке делове, а заобилазиле тачке где је отпор био јачи. Теже наоружана пешадија би затим уништавала ове изоловане позиције. Немачки успех се у великој мери заснивао на елементу изненађења.
Линија фронта се помакла на 120 km од Париза. Три тешка Круп железничка топа су испалила 183 граната на град, због чега су многи становници Париза побегли из града. Почетна офанзива је била толико успешна, да је кајзер Вилхелм II прогласио 24. март државним празником. Многи Немци су мислили да је победа близу. Међутим, након жестоких борби, офанзива је заустављена. Пошто им је недостајало тенкова и моторизоване артиљерије, Немци нису били у стању да се консолидују на освојеним територијама. Изненадно заустављање је било узроковано и убацивањем четири аустралијске дивизије, којима је пошло за руком да зауставе немачко напредовање.
Америчке дивизије за које је Першинг желео да делују као независне снаге, су додељене ослабљеним француским и британским командама 28. марта. Врховни ратни савет Савезничких снага је основан 5. новембра 1917. За врховног заповедника савезничких снага је изабран генерал Фош. Хејг, Петен и Першинг су задржали тактичку контролу над својим армијама; Фош је преузео улогу координатора, а не управну улогу, а британска, француска и америчка команда су углавном деловале независно,
Након ове операције, Немачка је започела акцију против северних лука у Ламаншу. Савезници су зауставили напредовање Немаца уз минималне територијалне губитке. Затим је немачка армија на југу спровела операције Бљухер и Јорк, широко према Паризу. Операција Марна је започета 15. јула, у покушају да се окружи Ремс, и почињући Другу битку на Марни. Савезнички контранапад који је уследио је означио почетак њихове прве успешне офанзиве током рата.
До 20. јула, Немци су враћени на линије од пре почетка Пролећне офанзиве, не постигнувши ништа. Након ове фазе рата на западу, немачка војска више није преузела иницијативу. Немачки губици између марта и априла 1918. су износили 270.000 војника, укључујући многе добро утрениране јуришнике.
У међувремену, у Немачкој су ствари ишле нагоре. Антиратни маршеви су учестали, а морал армије је опадао. Индустријски производ је износио свега 53% од оног из 1913. године.

#### Нове државе у ратној зони
Године 1918. су успостављене међународно признате Демократска Република Јерменија и Демократска Република Грузија на граници Османског царства, као и непризната Центрокаспијска диктатура и Југозападна Кавкаска Република.
Године 1918, Дашнаци из Јерменског националног ослободилачког покрета су прогласили Демократску Републику Јерменију (ДРЈ) преко Јерменски конгрес источних Јермена (уједињени облик Јерменских националних савета) након распада Транскавкаске Демократске Федеративне Републике. Товмас Назарбекијан је постао први главнокомандујући ДРЈ. Енвер-паша је наредио оснивање нове војске под именом Армија ислама. Наредио је Армији ислама да уђе у ДРЈ, у циљу заузимања Бакуа на Каспијском језеру. Овој офанзиви су се Немци жестоко противили. Почетком маја 1918, отоманска војска је напала новопроглашену ДРЈ. Иако су Јермени успели да нанесу један пораз отоманској војсци у бици за Сардарапат, отоманска војска је успела да разбије јерменску војску. Република Јерменија је била приморана да потпише Батумски споразум јуна 1918.

#### Савезничка победа: лето и јесен 1918.

##### Западни фронт
Савезничка контраофанзива, позната под именом Офанзива од сто дана, почела је 8. августа 1918. Битка код Амијена развијена са III корпусом Четврте британске армије на левој, Прве француске армије на десној и Аустралијских и Канадских корпуса дала су тежиште офанзиве на средњем делу код Арбонијера. Укључени су 414 тенка Марк IV и Марк V тип и 120.000 људи. Напредовали су 12 km унутар територије коју су држали Немци за само седам сати. Ерих Лудендорф је окарактерисао овај дан као црни дан немачке војске.
Аустралијско-канадске снаге на челу напада код Амијена, битке која је означила почетак немачког слома, помогле су британским снагама на северу и француским на југу да напредују што је приморало немачке армије на повлачење дуж западног фронта и унутар Хинденбургове линије. Док је немачки отпор Четвртој британској армији код Амијена ојачавао, након напредовања од 23 km и довео је битку до краја, Трећа француска армија је дошла до Амијена 10. августа, када је убачена десно Прва француска армија, и напредовала додатних 6 km ослобађајући Ласињи у борбама које су трајале до 16. августа. Јужно од Треће француске армије генерал Шарла Манжина провео је своју Десету француску армију напред код Соасона 20. августа и заробио 8.000 војника, 200 топова и врхове Ајне са погледом на немачке позиције северно од реке Весле. Још један црни дан, као што је објаснио Лудендорф.
У међувремену Бајинг, генерал Треће британске армије, извештавајући о непријатељу на свом фронту како слаби и полако се повлачи, наређује напад са 200 тенкова према Бапауме, започињући Битку код Алберта, са специфичним наредбама о „Пробоју непријатељске линије, у циљу обилажења непријатеља на садашњем фронту“ (супротан британској четвртој армији код Амиенса). Савезнички лидери су сада схватили да је наставак напада након снажења отпора значио само губитке живота, и да је боље да се направе линију. Напади су предузимани на брзину како би се добила предност успешног напредовања на боковима и прекидали када се изгуби почетни замах.
Трећа британска армија напредовала је 24 km северно од Алберта након једнодневне стагнације на главној линији отпора до које су се Немци повукли. Ровлингсова Четврта британска армија је била спремна да се бори на левом боку и узнапредује између Алберта и Соме ојачавајући линију између заузетих позиција Треће армије и Амијена што је довело до заузимања Амијена. Четврта британска армија је 26. августа ушла је у борбу на левом боку Треће армије ширећи борбена дејства у правцу севера иза Араса. Канадски корпуси су се у склопу претходнице Прве армије борили на путу од Араса према истоку 8 km према тешко брањеном Арас-Камбре пре доласка до спољне Хинденбургове линије, пробијајући их 28. и 29. августа. Бапом су 29. августа освојиле новозеландске и аустралијанске снаге, које су предводиле напредовање Четврте армије, и били су у могућности да наставе напредовање код Амијена да би заузели Перон и Монт Сен Квентин 31. августа. Даље на југу су Прва и Трећа француска армија полако напредовале уз борбу док је Десета армија, која је прешла Аилете и нашла се источно од Хемин де Демса, била је код Албетих позиције близу Хинденбургове линије. Током последње недеље августа притисак на више од 110 km против непријатеља је био јак и непопустљив. Немачки извештај је гласио: „Сваки дан се трошимо у крвавој борби против увек и поново непријатељем у налету, а ноћи проводимо без спавања у премештању на нове линије.“ Чак и на северу у Фландрији Британске друга и пета Армија су током августа и септембра могле да напредују заробљавајући војнике и заузимајући позиције које су раније губили.
Канадски корпуси су 2. септембра прелазећи Хинденбургову линију, са пробијањем на Вотан позицији, омогућили Трећој армији да напредује што је имало одјека на целом западном фронту. Истога дана ОХЛ (Немачка врховна команда) није имала избора него да изда наређење за повлачењем шест армија иза Хинденбург линије на југу, иза Канал Ду Норд на фронту са Канађанима и Првом армијом и до повлачења на Лис на северу, предајући без борбе оно што је заузето у претходном априлу. Према Лудендорфу „Морали смо да признамо неопходност повлачења целог фронта од Скарпе до Весле.“
У скоро четири недеље борби од 8. августа преко 100.000 Немаца је заробљено, 75.000 од стране Британских експедиционих снага а остало од стране Француза. Од „црног дана за немачку армију“ Немачка врховна команда је закључила да је рат изгубљен и тражила је задовољавајући крај. Дан након битке Луденфорф је рекао пуковнику Мертцу „Ми не можемо да добијемо рат, али не смемо ни да изгубимо.“ Дана 11. августа понудио је своју оставку Каизеру, који ју је одбио одговоривши, „Видим да морамо да пронађемо равнотежу. Скоро да смо дошли до лимит нашег отпора. Рат мора бити завршен.“ Дана 13. августа у Спа, Хинденбург, Лудендорф, Канцелар и Министар иностраних послова Хинтц сложили су се да се рат не може завршити војно и сутрадан је немачки Крунски савет одлучио да победа у већини области сада није могућа. Аустроугарска је упозорила да она може да настави рат само до децембра а Лудендорф је препоручио моменталне мировне преговоре, на шта је Кајзер дао инструкције Хинтцу да тражи посредовање холандске Краљице. Принц Рупрехт упозорио је принца Макса од Бадена: „Наша војна ситуација се погоршава тако брзо да ја више не верујем да можемо да издржимо до зиме а могуће је да ће катастрофа доћи раније.“ Хинденбург је 10. септембра захтевао од аустријског и немачког цара да направе корак ка миру, апелујући да Холандија буде медијатор. Аустрија шаље 14. септембра ноту свим учесницима и неутралним државама да почну да преговарају о миру на неутралном месту а 15. септембра Немачка је послала мировну понуду Белгији. Обе мировне понуде су одбијене 24. септембра информишући вође у Берлину да су преговори о примирју неизбежни.
Током септембра Немци су покушавали да организују већи број контранапада, али са мањим привременим успесима. Погранична села, градови, висоравни и ровови су падали у руке Савезника дуж Хинденбургове линије, а Британци су заробили 30.441 војника у последњој недељи септембра. Даља мања напредовања према истоку пратила су победу Треће армије код Ивинкорта 12. септембра, Четврту армију код Ефенија 18. септембра а Французи су ушли у Есињи ле Гран дан касније. Коначни напад Француза и Британаца 24. септембра на фронту од 6 km довео их је на 3 km од Сен Кантена. Са истурених и привремених одбрамбених линија на Зигфрид и Алберих позиција Немци су били у потпуности враћени иза Хинденбург линије. Код Вотан позиције је та линија већ пробијена и Зигфрид позиција је доведена у опасност са севера а време је сада дошло за напад дуж целе линије фронта.
Савезнички напад на Хинденбуршку линију започео је 26. септембра укључујући и војнике САД. Неискусне америчке трупе имале су проблеме са доставом за велике јединице на тешком терену. Следеће недеље су заједничке француске и америчке јединице пробиле фронт у Шампањи у бици за Монт Риџ, терајући Немце са врхова и приближавајући се белгијској територији. Последњи белгијски град ослобођен пре примирја је био Гент, који су Немци жестоко бранили док Савезници нису довели артиљерију. Немачка је скраћивала линије фронта и користила је холандску границу као сидро да би се борила по дубини.
Када је Бугарска потписала сепаратни мир 29. септембра, Савезници су добили пуну контролу над територијом Србије и Грчке. Лудендорф, који је био под великим стресом месецима, доживео је нешто слично нервном слому. Било је очигледно да Немачка не може више успешно да се брани.
У међувремену, гласине о скором немачком војном поразу шириле су се немачком војском. Опасност од побуне је расла. Адмирал Ранхард Шер и Лудендорф одлучили су да крену у последњи покушај обнављања „јуначке“ немачке морнарице. Знајући да ће принц Максимилиан од Бадена да стави вето на сваку такву акцију, Лудендорф је одлучио да га не информише. Ипак, гласине о предстојећем нападу дошле су до морнара у Килу. Многи су се побунили и били су ухапшени, одбијајући да буду део такве морнаричке офанзиве за коју су мислили да је самоубилачка. Лудендорф је преузео кривицу на себе, а цар га је разрешио дужности 26. октобра. Колапс на Балкану значио би за Немачку губитак веома важног снабдевања уљем и храном. Резерве су биле истрошене, а на другој страни, америчке трупе су добијале огромне количине дневно.
Претрпевши преко 6 милиона жртава, Немачка се окренула миру. Принц Максимилијан од Бадена је преузео нову владу као канцелар Немачке за преговоре са савезницима. Телеграфски преговори са председником Вилсоном су одмах започели, у нади да ће добити боље услове примирја него код Британаца и Француза. Уместо тога Вилсон је захтевао да Каизер абдицира. Није било отпора када је социјалдемократа Фипип Шајдеман 9. новембра објавио да је Немачка постала република. Царска Немачка је престала да постоји, а нова Немачка је рођена: Вајмарска Република.

##### Солунски фронт
Офанзива на Солунском фронту уследила је тек 15. септембра. У свом делу српска војска и солунска офанзива генерал Милан Недић каже: „Пред офанзиву 1918. обе стране располагале су скоро једнаким снагама: свака са по 600.000 људи. Непријатељ је био надмоћнији у пешадији, а савезници у коњици, авијацији и оруђима, нарочито великог калибра.“
У зору, 1. септембра, почела је савезничка офанзива на линији Соко — Добро Поље — Ветерник са страховитом ватром из 580 топова. Дан потом, пошто је артиљерија прокрчила пут, кренула је на јуриш српска и француска пешадија. Њихов налет био је неодољив. Кључан сукоб је био у бици код Доброг поља у коме је фронт пробијен. На источном делу фронта Бугари су успели да зауставе британске и грчке снаге у бици код Дојранског језера и појавила се несигурност међу командантима да ли да се настави офанзива или пређе у одбрану. Тада је регент Александар издао енергичну историјску заповест: „Напред, у славу или смрт!“ Српско напредовање настављено је истим полетом, помагано од француских пешачких и коњичких јединица.
Бугарска, видећи растројство своје војске, а иначе незадовољна понашањем својих савезника, решила се брзо на сепаратан мир. Већ 13. септембра јавили су се њихови емисари тражећи мир. Кад је стигло њихово изасланство у Солун бугарски представници понудили су генералу Епереу да пређу на њихову страну. Епере је одговорио војнички кратко: „Никако. Ви сте побеђени и подносите закон победиочев.“ Услови за мир ипак нису били много тешки. Учињено је мудро да ниједан српски пук не буде упућен у Бугарску, да не би дошло до тешких сцена освете. Краљ Фердинанд, одрекао се престола и 21. септембра напустио је Бугарску заувек.
Слом бугарске војске и продирање савезника с југа убрзали су и слом Аустроугарске. Срби и један део Хрвата и Словенаца, Румуни, Италијани, који су били њени поданици, симпатисали су са својим сународницима у противничком табору и гледали су да им буду на помоћи гдегод су могли. Чеси су се као војници предавали на свима фронтовима, а у унутрашњости су дали да се разуме, да нису више, као некад, стубови Хабзбуршке монархије. Наследник Франца Јозефа, који је умро 8. новембра 1916, цар Карло, није био у стању да на прави начин наследи свог рођака. Слом Бугарске повећао је број дефетиста и изазвао панику. Рат се поново примицао јужним границама Аустроугарске. Тад су постале скоро крилате речи: „Боље и крај са страхотама, него страхоте без краја.“ И у Немачкој, дан по бугарској капитулацији, смењен је државни канцелар, а сам шеф генералштаба, маршал Хинденбург, оправдавао је бугарским сломом потребу да што пре почну преговори за мир.
Савезничка војска продирала је за то време даље. Немци су покушавали, да хитним појачањима, доведеним из Русије и Румуније, зауставе напредовање савезника с југа, али нису добили довољно времена да се реорганизују. Пред Нишом 47 немачких батаљона, на утврђеним положајима, није могло зауставити 27 српских. Потукавши 11. немачку армију, која је 1915. године заузела Београд, 12. октобра 1918. у Ниш улазе снаге Прве српске армије на челу са војводом Петром Бојовићем. После Ниша, непријатеља су одбацили и код Параћина и код Крушевца и у другим мањим окршајима, па су већ 19. октобра стигли у Београд. Непријатељ није могао да се одржи ни на линији Саве и Дунава. Његова је снага била сломљена и деморалисана, и то без изузетка. Победоносна српска војска није се задржала на свом дому, да се после толиког замора одмори и да окупи своје растурене укућане, него је наставила свој поход.
резултат ових победа, који нарочито притеже, јесте тај да Срби победоносно улазе у своју земљу, што ће једном чинити да Аустрија задрхти од ове војске.
— Дејли Телеграф (Коментари британске штампе, Ратни дневних Врховне команде 10. новембар 1918)
Дана 21. октобра образована је Јадранска дивизија која је кренула преко Албаније и Црне горе према мору, а 5. новембра улазе у Цетиње и настављају према мору где се још неколико недеља настављају борбе. 4. новембра Прва српска армија улази у Босну а два дана касније улази свечано у Сарајево. Дана 14. новембра Први српски батаљон улази у Загреб а дан касније српска војска улази и у Ријеку.

### Крај рата
Слом Централних сила уследио је веома брзо. Бугарска је прва потписала примирје 29. септембра 1918. у Солуну. 30. октобра 1918. Османско царство је капитулирало са примирјем у Мудросу.
Дана 24. октобра италијанска војска започела је велику офанзиву са циљем да поврати територије изгубљене након битке за Капорето. Офанзива је кулминирала битком код Виторија Венета која је означила нестанак аустроугарске војске као организоване борбене силе. Офанзива је такође покренула дезинтеграцију Аустро-угарског царства. Током последње недеље октобра донете су декларације о независности у Будимпешти, Прагу и Загребу. 29. октобра Аустроугарска је затражила примирје али су Италијани наставили са наступањем заузевши Тренто, Удине и Трст. 3. новембра Аустроугарска је послала парламентарце и поново затражила примирје. Услови који су формулисани заједно са савезничком командом у Паризу убрзо су прихваћени од стране Аустро-угарске. Примирје са Аустроугарском потписано је 3. новембра у вили Ђусти близу Падове. Аустрија и Мађарска склопиле су посебан споразум о примирју након збацивања Хабзбуршке монархије.
У Немачкој је избила револуција и 9. новембра је проглашена република. Кајзер је побегао у Холандију. 11. новембра, у железничком вагону у Компјењу потписано је примирје са Немачком. У 11.00 часова, 11. новембра 1918 — једанаестог часа, једанаестог дана, једанаестог месеца — примирје је ступило на снагу. Супротстављене армије на западном фронту почеле су повлачење са својих позиција. Канадски војник Џорџ Лоренс Прајс традиционално се сматра последњом жртвом Првог светског рата: погодио га је немачки снајпериста и умро је у 10.58 часова 11. новембра 1918.

#### Надмоћ Антанте и легенда о убоду у леђа, новембар 1918.
У новембру 1918. Антанта је имала огромне количине људства и материјала, међутим, наставак рата би вероватно подразумевао инвазију Немачке. Ово је имало непредвидљиве последице; неке вође Антанте су веровали да рат мора бити окончан, а не само заустављен, док су многи са обе стране веровали да рат још увек није сасвим завршен. Ипак, већина вођа Антанте је била спремна на окончање непријатељства.
Берлин је био удаљен скоро 900 km од Западног фронта; ниједан војник Антанте није ступио на територију Немачке, а немачка војска се повукла са бојишта у добром поретку. Зато су многи Немци, укључујући и Адолфа Хитлера, били убеђени да њихова војска није заиста поражена.
Формално стање рата између две стране је трајало још седам месеци, све до потписивања Версајског мира са Немачком 28. јуна 1919. Мировни споразуми са Аустријом, Мађарском, Бугарском и Османским царством су потписани касније. Међутим, мировни споразум са Турском је пратио сукоб, па је коначни мир између сила Антанте и државе која ће ускоро постати Република Турска, потписан у Лозани 24. јула 1923.
Неки за датум краја рата узимају дан када је потписан Версајски мир 1919, мада се углавном као датум краја рата узима дан потписивања примирја 11. новембра 1918. Законски гледано, последњи званични мировни споразуми је био мир из Лозане. Под условима овог споразума, армије Антанте су напустиле Истанбул 23. августа 1923.

## Ратни заробљеници
Око 8 милиона људи се предало и било је држано у затвореничким логорима током рата. Све државе су се обавезале да следе и Хашку конвенцију о поштеном третману ратних заробљеника. Генерално, стопа преживелих заробљеника у рату је била много већа него оних који су били на фронтовима. Индивидуална предавања била су ретка. Велике јединице су се предавале у маси. У битки код Таненберга 92.000 руских војника је било заробљено. Када се опкољени гарнизон код Каунаса предао у 1915. години, 20.000 Руса су постали заробљеници. Више од половине руских губитака били су заробљеници (у односу на заробљене, рањене или убијене); код Аустрије 32%, Италије 26%, Француске 12%, Немачке 9%; Британије 7%. Број заробљеника савезничких војски је износио око 1,4 милиона (не рачунајући Русију, која је имала од 2,5 до 3,5 милиона заробљеника.) Код Централних сила око 3,3 милиона људи било је заробљено.
Немачка је држала 2,5 милиона заробљеника; Русија 2,9 милиона, а Британија и Француска око 720.000, а САД 48.000. Најопаснији момент је било само заробљавање, јер су беспомоћни војници понекада били убијани. Када је заробљеник једном дошао до заробљеничког кампа, генерално, услови су били задовољавајући (много бољи него у Другом светском рату) захваљујући Црвеном крсту и инспекцијама неутралних земаља. Услови су били очајни у Русији, гладовање је било уобичајено за заробљенике и цивиле; око 15-20% заробљеника у Русији је умрло. У Немачкој хране је често било недовољно али је само око 5% умрло.
Османско царство је често третирало затворенике лоше. Око 11.800 војника Британског царства, углавном Индуси, постали су заробљеници после Опсаде Кута, у Месопотамији, у априлу 1916; 4.250 је умрло у заробљеништву.
Иако су многи били у лошем стању у тренутку заробљавања, официри Османског царства су их терали да марширају 1.100 km до Анадолије. Један преживели је рекао: „били смо терани као звери, испасти је значило умрети.“ Преживели су били приморавани да праве пругу кроз планине Таурус.
У Русији, где су заробљеници Чешке легије пуштени у 1917. години, поново су се наоружали и за кратко време постали веома битна војна и дипломатска сила током Руског грађанског рата.

## Ратни злочини
Етничка чишћења хришћанског становништва Османског царства, од којих је је најпознатија масакри над Јерменима (сличне политике су спровођене и против Асираца и Грка), током последњих година Османског царства се углавном сматрају геноцидом. Турци су видели целокупну јерменску популацију као непријатеље који су се удружили са Русијом на почетку рата. Тачан број мртвих је непознат, иако се често даје у распону од 1,2 до 1,5 милиона мртвих. Турске владе су константно порицале оптужбе о геноциду, наводећи да су ти који су умрли једноставно погинули у борби или је то правдано индивидуалном или колективном издајом.
Аустроугарске злочине у Србији 1914. године забележио је криминолог из неутралне земље - др Рудолф Арчибалд Рајс.

## Привреда и становништво
Бруто домаћи производ БДП се увећао код три чланице Антанте (Британија, Италија и САД), али се смањио у Француској и Русији, у неутралној Холандији као и три главне чланице Централних сила. Пад БДП у Аустрији, Русији, Француској и Отоманској империји достигао је 30—40%. Примера ради, у Аустрији, највећи број свиња је заклан тако да на крају више није било меса.
Све нације су увећале владин удео у БДП, прешавши 50% у Немачкој и Француској и приближивши се 50% у Британији. Да би се платиле наруџбине у САД, Британија је масовно инвестирала Америчке пруге а онда кренула са великим задуживањем на Вол Стриту. Председник Вилсон је био у недоумици да прекине са зајмовима крајем 1916. године, али је дозволио масовно увећање испорука Савезницима. Након 1919, САД су захтевале повраћај дугова, које је, добрим делом враћала Немачка кроз репарације, а које је путем путем америчких кредита Немачкој. Овај круг је пропао 1931. године, а кредити никада нису наплаћени.
Један од најдраматичнијих ефеката је пораст владине снаге и одговорности у Британији, Француској и САД и британским доминионима. Са циљем да имају сву снагу друштва, нове владе и министарства су креирана. Нови порези су наметнути, а закони уведени, све под изговором ратног напора, а многи од њих постоје чак и данас.
У исто време, рат је стегао могућности некада великих и бирократизованих влада као што су Аустро-Угарска и Немачка. Овде, међутим, дугорочни ефекти нису остали због губљења рата ових влада.
Породице су измењене одласком мушкараца у рат. Смрћу или одсуством оног који је највише зарађивао, жена је приморана да постане радна снага у то тада нечувеном броју. У исто време, индустрија је имала потребу да замени изгубљену радну снагу. Ово је помагао борби за женским правом гласа.
С обзиром да се рат полако претварао у рат исцрпљивања, служење војног рока је уведено у неким земљама. Ово питање је било веома проблематично у Канади и Аустралији. Ово је отворило политички јаз између Француза-Канађана — који су тврдили да је њихова лојалност према Канади а не Британији, и Англофонске већине који су рат видели као дужност према Британији и Канади. Премијер Роберт Борден прогурао је закон о војној служби чиме је изазвао кризу служења војног рока 1917. године. У Аустралији, кампања за служење војног рока премијера Билија Хјуџиса, изазвала је поделу унутар Аустралијске лабуристичке партије да је Хјуџис оформио Националистичку партију Аустралије 1917. како би довршио посао. Ипак, раднички покрет, Католичка црква и ирски националисти успешно су опонирали Хјуџисове намере тако да је војна обавеза одбијена на два плебисцита.
У Британији је рационализација уведена почетком 1918, ограничавањем меса, шећера и масти, али не и хлеба. Нови систем је радио глатко. Од 1914. до 1918. број чланова синдиката трговине се удвостручио, од нешто преко четири на осам милиона. Раднички протести и штрајкови су постали чешћи током 1917 и 1918. када су синдикати изражавали незадовољство према ценама, контроли алкохола, проблемима плаћања, радних недеља и неадекватног становања. Војна обавеза довела је да скоро сваки физички здрав мушкарац обуче униформу тако да је 6 од 10 милиона служило у војсци. Од тога око 750.000 су изгубили животе а 1.700.000 су били рањени. Углавном убијени су млађи невенчани младићи, међутим 160.000 жена изгубило је своје мужеве а 300.000 деце своје очеве.
Британија се обратила својим колонијама за помоћ у добијању основних ратних намирница чије добијање је постало проблематично традиционалним методама. Геолози, као што је Алберт Ернест Китсон, су коришћени у потрази за новим ресурсима важних материјала у Афричким колонијама. Китсон је пронашао нове залихе мангана, који се користио у производњи муниције.

## Техника
Први светски рат почео је као судар технологије 20. века и тактике 19. века, што је за последицу имало велики број људских жртава. Међутим, до краја 1917. главне стране у сукобу су извршиле модернизацију својих милионских армија у чију употребу су уведени пољски телефони, радио уређаји, оклопна кола, тенкови и авиони. Пешадијске формације су реорганизоване тако да пешадијска чета снаге 100 војника није више чинила основну маневарску јединицу. Насупрот гломазним четама предност је дата малим лако покретљивим водовима јачине до 10 војника којима је командовао нижи официр и који су обично били наоружани аутоматским оружјем и ручним гранатама. Велике промене нису заобишле ни артиљерију.
На почетку рата артиљерија је била позиционирана са самој линији фронта и тукла је непријатељске циљеве директном ватром. Године 1917, индиректна артиљеријска ватра, па чак и минобацачка и митраљеска индиректна дејства постала су уобичајена ствар захваљујући новим техникама осматрања и прецизног одређивања раздаљине до циља у чему су посебан значај имале пољске телефонске линије и извиђачка авијација. Контра-батеријска дејства су такође постала уобичајена док су за лоцирање положаја непријатељске артиљерије коришћени новим савремени уређаји са лоцирање звука.
Немачка војска је била далеко испред савезника по питању индиректног дејства артиљерије. На почетку Првог светског рата Немци су располагали тешким артиљеријским оруђима калибра 150 и 210 mm док су типични британски и француски топови били калибра од 75 до 105 mm. Највећа британска хаубица на почетку рата била је калибра 152 mm али је била толико тешка да је морала да буде транспортована у деловима и склапана на положају. Немци су такође користили и аустријске хаубице и мерзере калибра 305 и 420 mm и развили су минобацаче различитих калибра који су били идеални за рововску борбу.
Током Првог светског рата доминирала је рововска борба у којој је за сваки освојени педаљ земље гинуо велики број војника. Неке од најкрвавијих битака у историји одиграле су се током Првог светског рата. Неке од тих битака су битка на Ипру, прва битка на Марни, битка код Камбреа, битка на Соми, битка за Верден и битка за Галипоље. Највећи број губитака током рата може се приписати дејству противничке артиљерије. Велики број рана у пределу главе, проузрокованих шрапнелима од експлозије артиљеријских граната био је повод за све зараћене стране да приступе развоју модерних челичних шлемова. Прво је то учинила Француска 1915. са својим моделом Едријановог шлема. Британци су убрзо развили Бродијев шлем који су током рата, осим британских носили и амерички војници. 1916. Немци су опремили своју војску шталхелмом, челичним шлемом који је, уз мање модификације остао у употреби све до данас.
Иако су забрањени Хашком конвенцијом из 1907. током Првог светског рата коришћени су бојни отрови и вршена су ваздушна бомбардовања цивилних циљева, оба са релативно малом ефикасношћу иако је њихов утицај на јавно мњење био далеко значајнији.
Распрострањена употреба бојних отрова била је једна од главних карактеристика Првог светског рата. Бојни отрови који су коришћени били су хлорин, иперит и фозген. Упркос масовној употреби, релативно мали проценат укупних губитака на обе стране може се приписати дејству бојних отрова. Недуго након почетка хемијског рата, војници на фронту опремљени су првим примитивним моделима гас маски које су значајно усавршене до краја рата.
Најмоћнија копнена оруђа били су железнички топови који су тежили и по више стотина тона. Немачки железнички топови често су називани именом „Дебела Берта“ иако првобитни оружје са овим именом није било железнички топ. Најпознатији немачки топ током Првог светског рата био је Париски топ који је конструисан како би са раздаљине од преко 100 km бомбардовао француску престоницу Париз иако су његове гранате биле релативно лаке и тежиле су 94 kg. Савезници су такође имали железничке топове, али су они по квалитету и ефикасности били далеко иза немачких.
Прва борбена употреба ваздухопловства одиграла се 23. октобра 1911. током Италијанско-турског рата када су италијански ваздухоплови извршили прво извиђање из ваздушног простора. Већ следеће године италијански ваздухоплови извршили су и прво бомбардовање непријатељских трупа као и фотографско снимање покрета непријатељских јединица. У 1914. години постало је очигледно да ће ваздухопловство имати значајну улогу у будућим сукобима. Први војни ваздухоплови коришћени су за извиђање и блиску подршку трупама на земљи, из ваздушног простора. Како би се супротставиле претњи из ваздуха армије широм света почеле су да се наоружавају противавионским топовима, а уследио је и развој ловачке авијације. Убрзо затим Немачка и Британија су развиле прве стратешке бомбардере али је Немачка за задатке бомбардовања, поред бомбардера користила и цепелине.
Пред крај рата 1918. први пут је употребљен носач авиона и то у акцији у којој су британски авиони Сопвит камел, који су полетели са носача авиона ХМС Фјуријус бомбардовали хангаре за смештај немачких цепелина у близини Тондерна.
Немачке подморнице ступиле су у акцију одмах по избијању сукоба. Придржавајући се наизменично правила ограниченог и неограниченог подморничког рата, Немачка царска морнарица употребила је подморнице у циљу пресецања поморских линија снабдевања од којих је зависила способност Британије за даље вођење рата. Велики број потопљених бродова и привидна неповредивост немачких подморница довеле су у другој половини рата до развоја средстава за противподморничку борбу као што су дубинске бомбе, хидрофон, подморнице за лов на непријатељске подморнице. У циљу повећања оперативног радијуса дејства својих подморница немачки инжењери предложили су 1916. изградњу великих подморница за снабдевање. Овај предлог биће заборављен у међуратном периоду да би опет добио на значају по избијању Другог светског рата.
Ровови, пушкомитраљези, осматрање и извиђање из ваздушног простора, запречавање са бодљикавом жицом и модерна артиљерија помогли су да се борбене линије током Првог светског рата тешко померају. Британци су нашли решење у прављењу тенкова и механизоване пешадије. Први тенкови су коришћени током битке на Соми 15. септембра 1916. године. Механичка поузданост је била проблематична али је експеримент показао њену вредност. Током година, Британци су уносили нове тенкове, на стотине, и показали њихов потенцијал током битке код Камбреа у новембру 1917. године пробивши Хинденбургову линију, што је довело до заробљавања 8.000 непријатељских војника и 100 топова. Лако аутоматско наоружање је такође уведено у борбу, као што су митраљез Луис и Бровингова аутоматска пушка.
Опсервациони балони са људима који су лебдели изнад ровова, су коришћени као стационарне платформе за надгледање, којима су бележени покрети непријатеља и којима је навођена артиљерија. Обично су балони имали двочлану посаду, наоружану падобраном. У случају непријатељског ваздушног напада, посада је могла да искочи и да се спасе падобраном. У то време, падобрани су били претешки за пилоте авиона а њихова мања верзија је развијена до краја рата; чему су се противили британски војни лидери који су се бојали да би то могло да повећа кукавичлук међу пилотима. Због свог значаја као опсервационих платформи, балони су често били мете непријатељских авиона. Да би се одбранили од непријатељских напада, жестоко су брањени од противавионске ватре и пријатељске авијације; да би се напале, испробавана су за то време веома нетипична оружја као што је чак ракета ваздух-ваздух. Цепелини и балони су помагали борбама међу авионима у ваздуху, због своје вредности у извиђању и до непомерања ровова зато што је било немогуће да се помере веће војне јединице без опажања. Немци су током 1915. и 1916. извели одређени број ваздушних напада у нади да ће да ослабе морал Британаца и да скрену одређени број авиона са фронта. Резултујућа паника навела је Британце да склоне неколико ескадрила са првих линија из Француске.
Још једно оружје, бацач пламена, прво је почела да користи немачка армија, а касније и други. Иако само оружје није имало велику тактичку вредност, било је то моћно, деморалишуће оружје које је изазивало терор на борбеном пољу. Било је опасно за војнике који су њиме управљали јер су због његове велике тежине постајали лака мета.
Потребе снабдевања на линијама фронта у виду хране, воде муниције су биле огромне а стално деловање непријатеља и уништења која су довела до немогућности употребе конвенционални начин транспорта довело је до развоја и употребе рововске железнице. Рововска железница је касније укључена у конструисање Мажино линије, али су мотори са унутрашњим сагоревањем и унапређивање возила учинили рововску железницу превазиђеном.
Коришћењем авијације у ноћном бомбардовању градова довело је да су Французи почели да користе рефлекторе као помоћ противваздушној одбрани као и осветљавању бродова током ноћних борби. Сваки нови успешан тактички поступак у примени ратне технике, изазвао је и одговор са новим тактичким поступком одбране и заштите.

## Супротстављање рату
Синдикални и социјалистички покрети су дуго времена изражавали своје противљење рату који је, како су тврдили, значио да ће радници убијати друге раднике у интересу капитализма. Међутим, када је рат избио, многи социјалисти и синдикалисти су подржавали своје владе. Међу изузецима су били бољшевици, Социјалистичка партија Америке, Италијанска социјалистичка партија, Српска социјалдемократска партија и појединци попут Карла Либкнехта, Розе Луксембург и њихових следбеника у Немачкој. Мале антиратне групе су постојале у Уједињеном Краљевству и Француској. Други вид супротстављања је долазио од особа који су уз изговор приговора савести одбијали да се боре. У Уједињеном Краљевству је било 16.000 особа који су на тај начин покушале да избегну рат. Многи су због тога провели године у затвору. После рата у Уједињеном Краљевству таквим људима је често било отежано запошљавање. Многе државе су затвориле оне који су говорили против рата. Међу њима су се нашли Јуџин Дебс у Сједињеним Државама и Бертранд Расел у Британији. У САД је Закон о шпијунажи ефикасно суспендовао слободу говора, па су због тога многи одслужили дуге затворске казне због изјава које су се чиниле непатриотским. Законом о побуни из 1918. изјаве које би биле оцењене као нелојалне су постале федерални злочин. Публикације критичне према влади су уклоњене из оптицаја.

## Последице
Ниједан рат пре тога није тако драматично променио мапу Европе; нестала су четири царства: Немачко, Аустроугарско, Османско и Руско царство. Четири династије: Хоенцолерни, Хабзбурзи, Романови и Османлије, са својом аристократијом су такође пале након рата. Белгија и Србија су биле тешко разрушене. Француска је имала 1,4 милиона мртвих војника а део територије је био у потпуности уништен (Црвена зона). Немачка и Русија су такође претрпеле велике губитке.
Србија је, према подацима Конференције мира у Паризу 1919., изгубила 1.247.435 људи, односно 28% од целокупног броја становника које је имала по попису из 1914. год. Од овог броја погинуло је или умрло од рана и епидемије 402.435 војника. Приликом преласка преко Албаније умрло је 77.455 војника, у борбама на Солунском фронту 1916—18. године 36.477, побијено или умрло у заробљеништву 81.214, а 34. 781 војника умрло од рана или болести на територији Србије 1915. године. Што се тиче цивилног становништва, губици су износили 845.000. Од 200.000 грађана који су пошли за војском преко Албаније погинуло је или умрло преко 140.000 људи. Епидемија пегавог тифуса 1914/15 однела је 360.000 људи.
Рат је имао и дубоке економске последице. Као додатак на то, велика епидемија грипа, које почела у последњим месецима рата, је убила на милионе људи у Европи и проширила се широм света. Епидемија шпанског грипа је убила око 50 милиона људи у свету.

### Потоњи сукоби
Крај Првог светског рата је поставио сцену за остале сукобе у свету, од којих се неки настављају у 21. век. Бољшевици предвођени Владимиром Лењином су извели социјалистичку револуцију. Адолф Хитлер је захваљујући немачком незадовољству због Версајског мира успео да стекне популарност и власт. Други светски рат је био делимично наставак битке за моћ која није никада до краја решена у Првом светском рату; нацисти су током 1930-их и 1940-их оправдавали своје акције агресије на друге државе осећањем неправде коју су им нанели победници на крају рата.
Настанак Израела и корени данашњих израелско-арапских сукоба се могу пронаћи у нестабилној расподели моћи на Блиском истоку крајем Првог светског рата. Пре рата, Османско царство је успевало да одржи умерени ниво мира и стабилности на Блиском истоку. Са крајем рата и падом отоманске власти, настао је вакуум власти и појавили су се сукобљени захтеви за територијом и државом. Убрзо после само површних разговора са локалним становништвом одређене су политичке границе које су наметнули победници из Првог светског рата и оне су у 21. веку и даље проблематичне. Док је разбијање Османског царства крајем Првог светског рата био почетак стварања модерне геополитичке ситуације на Блиском истоку, поготову арапско-израелског сукоба, крај Отоманске царевине донео је многе мање знане проблеме везане за контролу водених и других ресурса.

### Мировни споразуми
Савезници су након рата наметнули Централним силама низ мировних уговора. Примирјем потписаним 11. новембра 1918, а затим и Версајским миром из 1919, који је Немачка потписала након што је била у блокади, је окончан рат. Мировни споразум је означио Немачку одговорном за рат и захтевао је од Немачке да плати огромну ратну одштету и преда своје колоније победницима. У немогућности да исплати одштету (што је била последица територијалних губитака и послератне рецесије) Немачка је узимала зајмове од Сједињених Држава, све док плаћање одштете није окончано 1931. Версајски мир је изазвао велико огорчење у Немачкој, који су немачки националисти, а посебно нацисти, искоришћавали у теорији завере названој Легенда о убоду у леђа. Такође је допринео економској пропасти Вајмарске републике изазвавши неконтролисану инфлацију током 1920-их.
Миром из Севра из 1920. предвиђено је да се Османско царство подели. Међутим, султан никада није усвојио мир из Севра, а Турски републикански покрет га је одбацио. Ово је довело до Турског рата за независност и коначно, до мира из Лозане 1923. Аустроугарска је такође била подељена мировним споразумима из Сен Жермена и Тријанона.

### Новонастале државе
Највеће промене доживела је мапа источне и средње Европе. Неке мање нације које су вековима биле гушене од стране Русије, Немачке и Аустрије тј. Аустроугарске добиле су нове државе. Пољска је поново успостављена као независна држава, након више од једног века, а новонастале Краљевина СХС и Чехословачка биле су у потпуности нове државе. Србија, иако једна од сила победница, почела је да гради свој идентитет у новонасталој краљевини јужних Словена, најпре Краљевини СХС а потом Краљевини Југославији.
Русија је постала део Совјетског Савеза и изгубила је Финску, Естонију, Литванију и Летонију, које су постале независне државе. Османско царство је ускоро заменила Турска и неколико других држава на Блиском истоку.
И поред овако драстичних промена мапе Европе, многи народи остали су без своје државе што је довело до нових нетрпељивости.
У Британској империји, рат је ослободио нове облике национализма. битка на Галипољу је у Аустралији и Новом Зеланду постала позната као „ватрено крштење“. Ово је био први велики рат у којем су се новостворене државе бориле. Након битке код избочине Вими, у којој су се канадске дивизије по први пут бориле као јединствен корпус, Канађани су почели да називају себе нацијом „изливеном из ватре“. Пошто су успели на истом бојишту на којем су матичне државе претходно посртале, ово је био први пут да су Канађани добили поштовање за своје успехе. Након што је у рат ушла као доминион Британске империје, Канада је из рата изашла као независна држава. Док је остале доминионе представљало Уједињено Краљевство, Канада је била самостални преговарач и потписник Версајског мира.

### Социјална траума
Искуства из рата довела су до колективних траума за све земље учеснице. Оптимизам са почетка века је нестао, а они који су се борили у рату су постали познати под називом „изгубљена генерација“. У току неколико наредних година, већи део Европе је био у жалости. Војници који су се враћали кући су патили од ужаса чији су били сведоци. Многи ветерани су патили од пострауматског стресног поремећаја.
Социјална траума изазвана годинама ратовања се исказивала кроз различите начине. Неки људи су били огорчени због национализма и његових последица, па су почели да теже према више интернационалистичком свету, пружајући подршку организацијама као што је Друштво народа. Пацифизам је постао изузетно популаран. Други су имали сасвим супротне реакције, верујући да се могу ослонити само на силу и војну моћ у хаотичном и нечовечанском свету. Антимодернистички погледи били су последица многих промена које су се дешавале у друштву. Успон нацизма и фашизма је укључивао оживљавање националистичког духа и одбацивање многих послератних промена. Слично томе, популарност легенде о убоду у леђа је био тестамент психолошком стању поражене Немачке и одбацивање одговорности за сукоб. Теорија завере о издаји је постала уобичајена, а немачка јавност је видела себе као жртве. Прихваћеност легенде о убоду у леђа имала је значајну улогу у успону нацизма. Осећања разочарања и цинизма су постала очита, док је нихилизам добијао на популарности. Ово разочарање у човечанство је културни врхунац имало са дадаистичким културним покретом. Многи су веровали да је рат најавио крај света какав је био до тад, укључујући пад капитализма и империјализма. Комунистички и социјалистички покрети широм света су црпли снагу из ове теорије и уживали су подршку какву нису имали до тада. Оваква осећања су најјасније била исказана у подручјима директно или тешко погођеним ратом.

## Друга имена
Пре Другог светског рата, Први светски рат је називан Великим ратом, Светским ратом, Ратом који ће окончати све ратове, Кајзеровим ратом, Ратом нација и Ратом у Европи. У Француској и Белгији понекад се називао Ратом за правду (La Guerre du Droit) или Рат за очување цивилизације, посебно на ордењима и комеморативним споменицима.
Немачки биолог и филозоф Ернст Хекел је кратко по избијању рата написао:
Нема сумње да ће ток и карактер страховитог Европског рата... пристајати Првом светском рату у правом смислу те речи
Ово је први познати случај употребе назива Први светски рат, који је претходно први пут забележен 1931. Овај термин је поново употребљен при крају рата. Новинар Тајмса, поручник Чарлс А. Репингтон је написао:
Унос у дневник, 10. септембар 1918: Расправљали смо о правом имену за рат. Предложио сам да га од сад зовемо Рат, али то не би потрајало. Наполеонов рат је био Велики рат. Називање Немачким ратом било је превише ласкаво за Швабу. Предложио сам светски рат као неупоредиво бољи назив, и коначно смо се сви сложили да га назовемо Први светски рат како би спречили људе из овог миленијума да забораве да је историја света била историја рата.

### Анимиране мапе
- „Анимирана мапа „Европа јури у рат“”. Архивирано из оригинала 04. 06. 2020. г.
- „Анимирана мапа Европе на крају Првог светског рата”. Архивирано из оригинала 04. 06. 2020. г.